# Nik Kershaw
Nicholas David Kershaw, známější jako Nik Kershaw (* 1. března 1958 Bristol) je anglický zpěvák, skladatel, multiinstrumentalista a producent, který se poprvé prosadil roku 1984 jako sólový umělec. V následujících několika letech vydal osm singlů, které vstoupily do britské hitparády Top 40 žebříčků: „Wouldn't It Be Good“, „Dancing Girls“, „I Won't Let The Sun Go Down On Me“, „Human Racing“, „The Riddle“, „Wide Boy“, „Don Quijote“ a „When A Heart Beats“. Jeho 62 týdnů strávených v hitparádě UK Singles Chart v letech 1984 a 1985 bylo nejvíc ze všech sólových umělců v tomto období. 
Psal i pro jiné umělce, stojí například za úspěšným singlem „The One And Only“ od Chesneyho Hawkese z roku 1991.

## Mládí a raná kariéra
Nicholas "Nik" Kershaw se narodil 1. března 1958 v anglickém Bristolu a vyrůstal v Ipswichi v hrabství Suffolk, kde také studoval na chlapeckém gymnáziu Northgate Grammar School. Během studií se naučil hrát na kytaru. Jeho otec byl flétnista a matka operní zpěvačka. Školu opustil v průběhu A-levels (britské maturity) a začal pracovat na úřadu práce. Zpíval také v několika undergroundových kapelách v Ipswichi. Po rozpadu jím poslední založené kapely Fusion v roce 1982 se rozhodl plně věnovat sólové kariéře hudebníka a skladatele.

## Kariéra

### 80. léta
Rok po odchodu z kapely Fusion byl Kershaw nezaměstnaný, během této doby se však seznámil s manažerem Mickeym Modernem poté, co podal inzerát v týdeníku Melody Maker. Modern pro něj zajistil smlouvu s vydavatelstvím MCA. V září 1983 vydal Kershaw svůj první singl „I Won't Let the Sun Go Down on Me“, který dosáhl 47. místa v britském žebříčku UK Singles Chart a stal se oblíbeným hitem ve Skandinávii, Švýcarsku a Nizozemsku.
Začátkem roku 1984 vydal svůj průlomový hit „Wouldn't It Be Good“, který se umístil na 4. místě v britském žebříčku a stal se hitem v Evropě i mimo ni, včetně Kanady, Austrálie a Nového Zélandu. Videoklip k písni, kde Kershaw vystupuje jako mimozemšťan, byl hojně vysílán na MTV, což písni napomohlo dosáhnout 46. místa na žebříčku v USA. Z jeho debutového alba Human Racing pocházely další tři hity umístěné v top 20, včetně znovu vydaného „I Won't Let the Sun Go Down on Me“, který se stal jeho největším hitem, když ve Spojeném království dosáhl 2. místa.
Druhé album The Riddle z roku 1984 obsahovalo další hity jako např. „The Riddle“, který dosáhl 3. místa britské hitparády, a písně „Wide Boy“ a „Don Quixote“. V červenci 1985 vystoupil na legendárním koncertu Live Aid na stadionu Wembley, což ovšem označil za „absolutně děsivé“. Koncert byl vrcholem jeho kariéry, po němž jeho popularita začala klesat. V hitparádě top 40 ve Velké Británii už měl jen jeden další hit „When a Heart Beats“. Kershaw dále vydával hudbu a spolupracoval s jinými umělci, hrál například na kytaru v písni Eltona Johna „Nikita“.
V roce 1986 vydal své třetí album Radio Musicola, které bylo kritikou dobře přijato, ale významnějšího komerčního úspěchu nedosáhlo. Jeho album The Works z roku 1989 mělo podobný osud, přičemž z něj byly vydány singly „One Step Ahead“ a „Elisabeth's Eyes“.

### 90. léta
Kershawovy skladatelské schopnosti se zúročily v roce 1991, kdy byla jím otextovaná píseň "The One and Only"  zařazena na soundtrack britského filmu Buddy's Song a amerického filmu Doc Hollywood. Skladba se stala hitem číslo 1 ve Velké Británii, a to díky hvězdě filmu Buddy's Song, Chesneymu Hawkesovi, který píseň nazpíval.
V roce 1991 Kershaw také spolupracoval s Tonym Banksem, klávesistou kapely Genesis, na jeho třetím sólovém albu Still, kde Kershaw napsal dvě písně u kterých také nazpíval hlavní vokály. Nazpíval též skladbu "The Final Curtain", kterou Banks složil.
V roce 1993 vydala populární britská skupina The Hollies hit s Kershawovou písní "The Woman I Love". Během poloviny 90. let Kershaw napsal a produkoval pro chlapeckou kapelu Let Loose, přičemž písně „Seventeen“ a „Everybody Say Everybody Do“ dosáhly určitého úspěchu. V roce 1993 se Kershaw podílel na albu Duets od Eltona Johna, kde nejen napsal několik skladeb, ale také ji produkoval.
V roce 1999 vydal své páté studiové album 15 Minutes. Z alba se proslavily dva singly, „Somebody Loves You“ a „What Do You Think of It So Far?“, přičemž druhý jmenovaný byl kritiky popisován jako „elegantní a vznosná óda na prchavost času, plná jak pochybností o sobě, tak přijetí života, které přichází až se zralostí.“

### 2000–současnost
Následující studiové album s názvem To Be Frank bylo vydáno v roce 2001. Na začátku 21. století let Kershaw výrazně spolupracoval na albech s několika umělci jako Elton John, Bonnie Tyler, Sia a Gary Barlow.
V roce 2005 Kershaw vydal album Then and Now, kolekci starších písní se čtyřmi novými skladbami. V roce 2006 dokončil práci na dalším sólovém albu You've Got to Laugh, které bylo dostupné pouze prostřednictvím jeho webových stránek nebo digitálně přes iTunes. Album obsahovalo dvanáct skladeb a bylo vydáno na jeho vlastním labelu Shorthouse Records. Vydání ani jednoho z alb nebylo následováno propagačním turné. Téhož roku došlo k digitálnímu znovuvydání jeho katalogu z 80. let, včetně alb Human Racing, The Riddle, Radio Musicola a The Works.

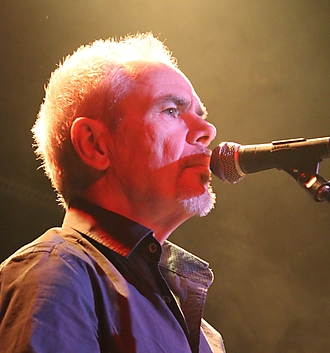
Kershaw vystupující v roce 2013

13. května 2010 Kershaw vystoupil jako moderátor na akci "Our Friends Acoustic" na podporu britské charitativní organizace Mencap. Zazpíval skladby "The Riddle", "Wouldn't It Be Good", "Dancing Girls" a "I Won't Let the Sun Go Down on Me". Na jeho vystoupení v O2 aréně v Londýně téhož roku, se ke Kershawovi se přidali také další umělci z 80. let, včetně Howarda Jonese, Andyho Bella z kapely Erasure, Carol Decker z kapely T'Pau a Jimmyho Somervillea z kapely Bronski Beat.
Kershaw také napsal soundtrack k filmu Round Ireland with a Fridge od Tonyho Hawkse z roku 2010. Napsal a nazpíval titulní píseň "If It Gets Much Better Than This", ve filmu se také objevil jako komparzista v předposlední scéně, kde podává Hawksovi knihu k podpisu v knihkupectví. Po vydání svého osmého studiového alba Ei8ht v roce 2012 (jeho prvního, které se dostalo do britského žebříčku alb od roku 1986), Kershaw podnikl menší turné po Spojeném království s několika koncerty v Evropě. Během každého koncertu zahrál celé své debutové album, které bylo znovu remasterováno a vydáno v březnu 2012. 
V roce 2012 se objevil jako hlavní vokalista na nové nahrávce skladby "The Lamia", původně nahrané skupinou Genesis pro jejich album The Lamb Lies Down on Broadway (1974), kterou znovu nahrál Steve Hackett pro své album Genesis Revisited II. Kershaw se rovněž podílel jako hostující umělec na stejné skladbě na albu Genesis Revisited: Live at Hammersmith, vydaném v listopadu 2013.
V srpnu 2013 vystoupil Kershaw na folkovém festivalu Fairport's Cropredy Convention. Na podzim roku 2014 absolvoval turné po Spojeném království a Irsku. Každoročně pokračuje v účinkování na revivalových akcích a festivalech zaměřených na 80. léta. Koncem roku 2015 absolvoval turné po Spojeném království s celkem 31 zastávkami, kde vystupoval společně s kapelou Go West.
11. listopadu 2016 vystoupil Kershaw v islandském Reykjavíku spolu s pop-rockovou kapelou Todmobile. Připojil se k nim po svém krátkém setu osmi písní a zahrál na kytaru ve třech jejich skladbách.
V červnu 2020 Kershaw vydal extended play (EP) s šesti novými skladbami pod názvem These Little Things. Nejnovější studiové album Kershawa s názvem Oxymoron bylo vydáno v říjnu 2020. Obsahuje celkem 16 písní, které byly nahrány ve studiích Abbey Road.

## Osobní život
Nik Kershaw byl celkem dvakrát ženat. Jeho první manželkou byla kanadská písničkářka Sheri Pogmore, která se objevila na několika jeho raných studiových albech. Pár se oženil v červenci 1983, měl spolu tři děti a rozvedl se v roce 2003. Jejich druhý syn se narodil s Downovým syndromem. Podruhé se oženil v roce 2009 a s druhou manželkou Sarah má další dítě.
V roce 2019 obdržel čestný doktorát od Univerzity v Suffolku za svůj přínos hudebnímu průmyslu.

## Diskografie

#### Studiová alba
- Human Racing (1984)
- The Riddle (1984)
- Radio Musicola (1986)
- The Works (1989)
- 15 Minutes (1998)
- To Be Frank (2001)
- You've Got to Laugh (2006)
- Ei8ht (2012)
- Oxymoron (2020)

## Spolupráce
- 1985: Singl "Nikita" od Eltona Johna – doprovod na elektrickou kytaru, s Georgem Michaelem je doprovodným zpěvákem.
- 1985: Singl "Act of War" od Eltona Johna – doprovod na elektrickou kytaru.
- 1991: Album Still od Tonyho Bankse – Kershaw doprovází vokály ve skladbách "Red Day on Blue Street", "I Wanna Change the Score" a "The Final Curtain". "Red Day on Blue Street" Zároveň je spoluautor písně "I Wanna Change the Score".
- 1993: Album Duets by Eltona Johna – autor písně "Old Friend".
- 1994: Singl "Seventeen" od Let Loose – spoluautor a producent.
- 1996: Singl "Walls of Sound" z alba Strictly Inc. – podílel se na zadní straně se singlem "Back to You"
- 1998: Album Live the Life od Michaela W. Smithe – spoluautor písně "Let Me Show You the Way". Kershaw vystupuje ve videoklipu jako kytarista.
- 1999: Album Darkdancer od Les Rythmes Digitales – spoluautor písně "Sometimes".
- 1999: Album This Is Your Time od Michaela W. Smithe – spoluautor písně "Hey You It's Me". Kershaw v ní vystupuje jako doprovod.
- 2001: Singl "Island" od skupiny Orinoko – Kershaw spoluautorem.
- 2010: Album Come Out and Play od Kim Wilde – duet s Wilde v písni "Love Conquers All".
- 2010: Videohra Heavy Rain – autor soundtracku s písní "Falling Backwards".
- 2012: Album The King of Number 33 od skupiny DeeExpus – Kershaw doprovod v písni "Memo".
- 2012: Album Genesis Revisited 2 od Steva Hacketta, – Kershaw doprovod v písni "The Lamia".
- 2015: Píseň "Humans Being" od Johna Mitchella – Kershaw doprovod na kytaru
- 2016: Píseň "The Sky's the Limit" z filmu Fly – autorem